# Caloptilia hercoscelis
Caloptilia hercoscelis là một loài bướm đêm thuộc họ Gracillariidae. Nó được tìm thấy ở Fiji.